# Nala Damajanti
Nala Damajanti (1861-) est le nom de scène d'une charmeuse de serpents française ayant mené une tournée en Europe à la fin du XIXe siècle.

## Biographie
Selon un article du 17 mars 1887 du Gaulois, Nala Damajanti est née Emilie Poupon le 4 juillet 1861 à Nantey dans le Jura. En 1881, elle travaille comme gouvernante dans une famille française à Saint-Pétersbourg en Russie. Elle rencontre un acrobate du nom de John Palmer qui l'initie à l'art du charme des serpents. Ils se marient le 20 avril 1886 à Walworth en Angleterre.
Son nom de scène ferait référence à la double identité des héros du chapitre du Livre de la Forêt, le troisième livre du Mahabharata :  Nala est un roi riche et beau, dresseur de chevaux sauvages, et Damajanti une reine que le malheur laisse un jour en pleine jungle, attaquée par un énorme serpent. 
En 1884, elle se produit au cirque Forepaugh  à Montréal. Puis en 1885, elle rejoint la troupe de cirque de Barnum comme dresseuse. En France, elle se produit pour la première fois à Paris au Cirque d'été des Champs Elysées en avril 1886, puis aux Folies Bergère du 17 février au 18 mars 1887 et au Havre en août 1887. Elle reviendra aux Folies Bergère en 1895.
Elle se produit aussi entre autres à Hambourg en 1887 et à Madrid en Espagne, dont la Bibliothèque nationale possède des affiches publicitaires de son spectacle.  